# Josef Liesganig
Josef Liesganig nebo také Joseph Liesganig (13. února 1719, Štýrský Hradec – 4. března 1799, Lvov) byl rakouský římskokatolický kněz, jezuita, astronom, teolog, kartograf a ředitel vídeňské hvězdárny. Aktivně se zabýval studiem tvaru a rozměrů Země.

## Život
Josef Liesganig studoval ve Vídni a v 15 letech (r. 1734) vstoupil do jezuitského řádu. Od roku 1742 pracoval jako učitel matematiky ve Štýrském Hradci, od r. 1744 jako profesor rétoriky v Linci. Po kněžském svěcení, které přijal v roce 1748, odešel roku 1749 jako německý kazatel do Komárna a následně v roce 1751 do Košic, kde působil opět jako profesor matematiky. V roce 1752 se vrátil do Vídně, kde se stal profesorem matematiky na Vídeňské univerzitě a v roce 1756 byl jmenován ředitelem vídeňské jezuitské hvězdárny.
Po zrušení jezuitského řádu v roce 1773 se přesunul na Ukrajinu, kde pracoval od roku 1775 jako profesor mechaniky a jako člen představenstva mechanických dílen v tzv. Collegium Nobilium ve Lvově. V letech 1772 – 1774 vedl mapování nově získaných území monarchie – Galicie (Galizien) a Lodomerie (Lodomerien). V roce 1784 dohlížel na katastrální mapování v Gutenbrunnu (Dolní Rakousko). Ve svém díle (Tabulae Memoriales Praecipua Arithmeticae, 1746) popsal civilní a vojenské techniky mapování.
Pod vlivem francouzských stupňových měření ho císařovna Marie Terezie na návrh astronoma, matematika a filozofa K. J. Boskoviče a kancléře V. A. Kounice pověřila určením délky jednoho poledníkového stupně na poledníku procházejícím Vídní. Liesganig se tak stal prvním „geodetem“ u nás, který použil tzv. metodu triangulace.

## Liesganigovo stupňové měření
Měřičské práce byly započaty r. 1759 a Liesganig pro měření vybral území mezi Brnem, Vídní, Štýrským Hradcem a Varaždínem (sev. Chorvatsko). V tomto území vytyčil řetězec 22 trojúhelníků podél vídeňského poledníku.
Počátečním bodem řetězce zvolil Liesganig střed věže kaple sv. Kříže na území Soběšic, asi 5 km severně od Brna. Na novějších mapách je tento bod označen jako trigonometrický bod "Strom" (kóta 404m) a je to zároveň první trigonometrický bod na českém území. Avšak kaple byla císařem Josefem II. zrušena a zanikla (1786). Až Geodet Ing. Šimek (1883–1967) odkryl její základy a tehdejší státní správa geodézie tento bod označila památníkem.
Řetězec trojúhelníků vedl dále přes vídeňskou hvězdárnu a končil věží kostela ve Varaždíně. Za vrcholové body volil Liesganig většinou kostely, kaple nebo objekty postavené na vyvýšených místech a nevyžadujících rovněž zvláštní signalizace. Úhly v trojúhelnících měřil tzv. kvadrantem o poloměru 0,79 m se dvěma dalekohledy - jedním pevným a druhým pohyblivým.
Pro určení rozměru řetězce změřil dřevěnými latěmi, dlouhými 6 vídeňských sáhů (asi 11,4 m), dvě základy: Seyring – Glinzendorf (délka 6387,87 sáhů) a základnu mezi Vídeňským Novým Městem (Wiener Neustadt) a Neunkirchenem, která měla délku 6 410,903 sáhů (12 158,175 m). Od této základny byl stejný počet trojúhelníků k Brnu jako k Varaždínu, vždy 11. Na severním konci základny u Vídeňského Nového Města je pomník jako památka na Liesganogovo měření, tzv. Liesganigstein.

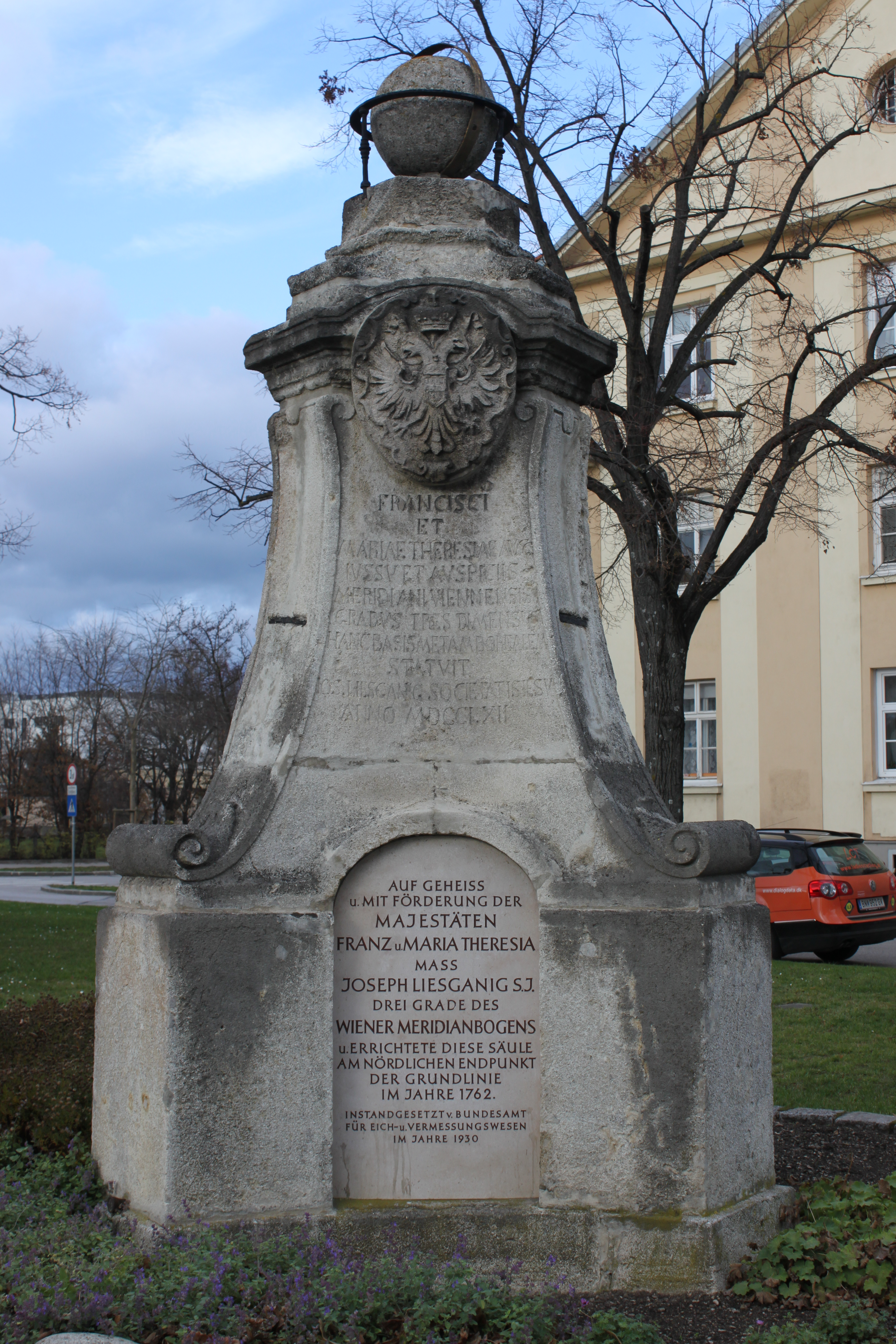
Pomník Liesganigstein na severním konci základny Wiener Neustadt–Neunkirchen, Autor: Wikimedia Commons - Anton-kurt

V Soběšicích, Brně, Štýrském Hradci, Varaždíně i na dalších místech určoval astronomicky zeměpisné šířky zvláštním přístrojem tzv. sektorem, který sám zdokonalil. Liesganigův přístroj měl za základ železné pravítko dlouhé 410 cm, které bylo zavěšeno v kloubu pevného stojanu. Na horním konci byl objektiv, na dolním okulár se zařízením k odečtení tangenty úhlu (odchylky) hvězdy od svislice. Okulár byl tak nízko, že se muselo měřit vleže. Zeměpisnou šířku jezuitské hvězdárny ve Vídni určil již dříve v roce 1758. Pro orientaci řetězce měřil astronomické azimuty na Slunce. Rozdíl zeměpisných šířek Soběšic a Varaždína byl 2°56'45,85”. Liesganig změřil také azimut potřebný k promítnutí řetězce na poledník procházející věží chrámu sv. Štěpána ve Vídni. Výsledkem těchto prací bylo určení délky 1° na poledníku u Vídně hodnotou 58 664,2 vídeňských sáhů (111 255,716 m). V roce 1769 provedl druhé stupňové měření v Uhrách, kde zaměřil opět dvě základny.
První zprávu o svých stupňových měřeních zveřejnil Liesganig v roce 1768 v londýnských Philosophical Transactions. Konečné výsledky měření publikoval pak roku 1770 v latinském spise Dimensio Graduum Meridiani Viennensis Et Hungarici peracta a Joseph Liesganig.
Výsledky Liesganigova měření byly však již za jeho života i po smrti zpochybňovány a různě posuzovány. Ředitel hvězdárny v Gothě (Gotha), geodet a astronom Zach, obvinil Liesganiga, že upravoval výsledky měření tak, aby dosáhl lepšího souhlasu při výpočtech. Před blížícím se 200. výročím Liesganigovy práce pojala vídeňská geodetka Paula Embacherová záměr Liesganigovo stupňové měření pokud možno prověřit a otázku přesnosti zodpovědět. K tomu bylo třeba Liesganigovy body (vrcholy trojúhelníků) v terénu vyhledat, identifikovat, znovu zaměřit, vypočítat a nové výsledky porovnat s původními. Embacherová se svého úkolu na území Rakouska v úseku od Vídně k Varaždínu zhostila velmi svědomitě a přišla k závěru, že Liesganigovo měření bylo pečlivé a odpovídající úrovni jeho francouzských současníků.
Podnícen studií Embacherové si prověření Liesganigova měření na Moravě vzal za úkol moravský geodet Alois Šimek, který k tomu měl všechny odborné i osobní předpoklady. Ing. Šimek prokázal, že délky stran z pozdější triangulace skutečně vycházejí větší, než vypočítal Liesganig. Z nových měření např. vypočítal délku strany Soběšice - Děvín 42 162,91 m, Liesganig udává hodnotu 41 972,98 m. Rozdíl je 189,93 m, což je téměř přesně 100 vídeňských sáhů. To by spíše svědčilo o hrubé chybě ve výpočtech, než o úpravách výsledků měření. Průzkumná, kontrolní a studijní práce A. Šimka, provedená v moravské části Liesganigova řetězce stupňového měření z let 1759 – 1768 je velmi záslužná a významná. V návaznosti na práci Šimkovu i Embacherové analyzoval Liesganigovo měření v r. 1968 znovu prof. J. Vykutil z Vysokého učení technického v Brně, který doplnil Šimkovy závěry novými srovnáními a početními důkazy. Publikovaná měření a rozbory Embacherové, Šimkovy a Vykutilovy, které se v závěrech shodně doplňují, dávají podstatnou, i když ne úplnou, odpověď na vědeckou otázku, po 200 let diskutovanou, do jaké míry měřil Liesganig správně.

## Dílo
- Tabulae Memoriales Praecipua Arithmeticae, 1746
- Dimensio Graduum Meridiani Viennensis Et Hungarici peracta a Joseph Liesganig, 1770